# Юдальский заказник
Юдальский заказник — государственный ландшафтный заказник в Муезерском районе Республики Карелии, особо охраняемая природная территория.

## Общие сведения
Заказник расположен в пойме реки Юдало, в окрестностях озёр Юдало и Большое Ровкульское.
Примыкает к границе Концеостровского охотничьего заказника, на территории которого встречаются редкие виды животных — росомаха, лесной северный олень, канадский бобр.
Заказник учреждён постановлением Совета министров Карельской АССР № 200 от 18 июля 1991 года.